# 온정초등학교 (강원)
온정초등학교는 대한민국 강원특별자치도 속초시에 있는 초등학교이다.

## 학교 연혁
- 1951년 9월 19일 속초국민학교 노리분교로 인가
- 1953년 7월 1일 설악국민학교로 인가
- 1965년 11월 15일 온정국민학교로 개명
- 1996년 3월 1일 온정초등학교로 개칭
- 2014년 2월 14일 제60회 졸업식(졸업생 누계 3,261명)
- 2014년 9월 1일 제28대 김종헌 교장 부임
- 2018년 9월 1일 제32대 김영록 교장 부임
- 2022년 1월 12일 제68회 졸업식(졸업생 6명, 졸업생 누계 3,349명)
- 2022년 9월 1일 제33대 전영선 교장 부임